# 包围
包围是軍事術語。指军队被于其它友军所隔离开和被敵軍圍困的一种状态。指的是外层包着内层。对于被包围的军队来说是很危险的。首先战略上来讲，被包围的军队得不到足够的补给線，其次在战术上，会被敌军從各个方面进攻，并且被包围的军队不能撤退，造成投降或者被歼滅的危险；反之被包圍的軍隊如果擁有外部援助，也很容易形成反向包圍的局面，這樣能和外部援助的軍事力量協同作戰，形成將包圍的軍隊理應外合，就此達到消滅圍攻的軍隊，又或是消除被包圍的局勢

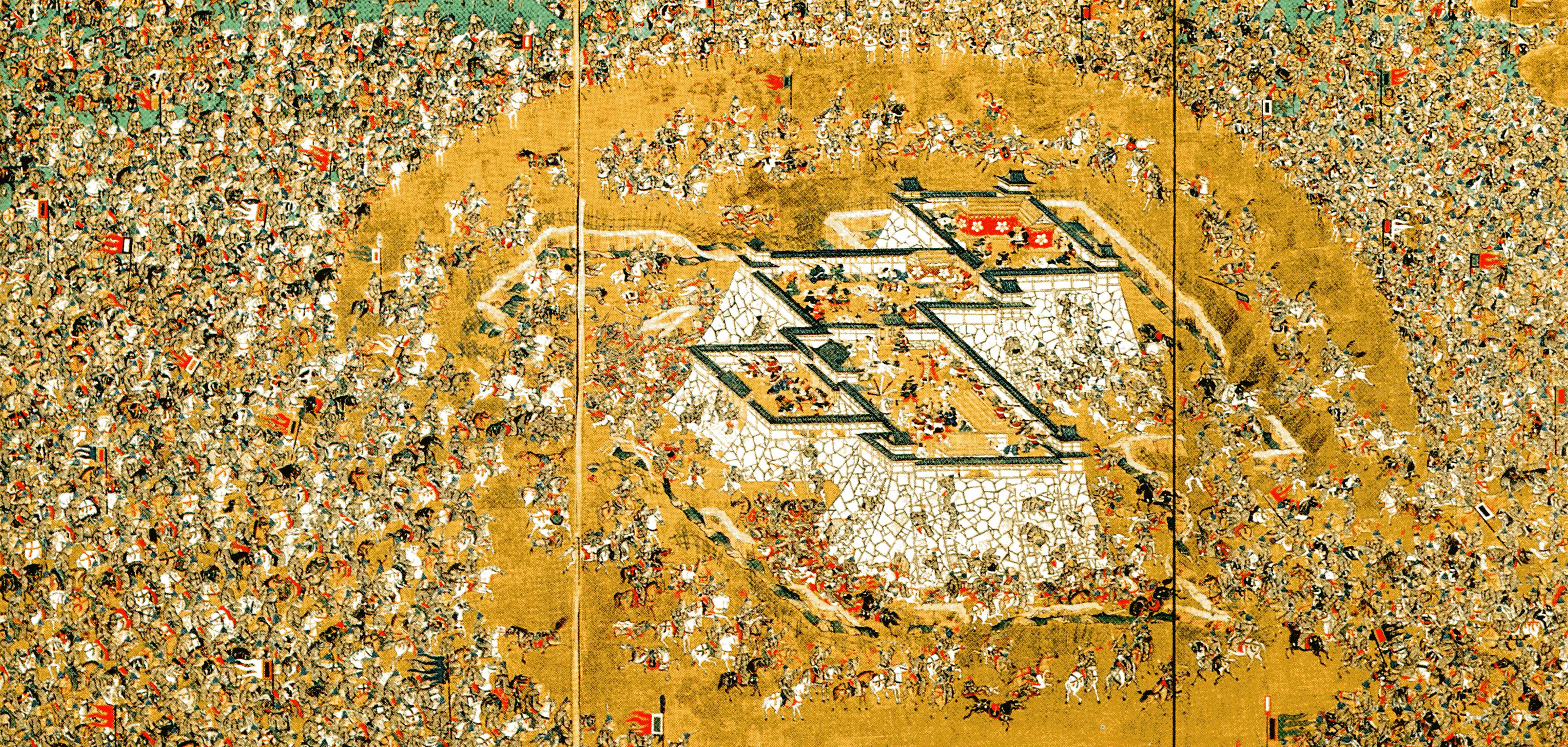
萬歷朝鮮戰爭的包圍戰

## 著名包圍戰
- 長春圍困戰
- 木馬屠城記
- 列寧格勒圍城戰

## 相關
- 圍棋